# Epipedobates macero
Epipedobates macero (tên tiếng Anh: Manu Poison Frog) là một loài ếch thuộc họ Dendrobatidae.
Loài này có ở Brasil và Peru.
Môi trường sống tự nhiên của chúng là rừng ẩm vùng đất thấp nhiệt đới hoặc cận nhiệt đới và sông ngòi.

## Hình ảnh

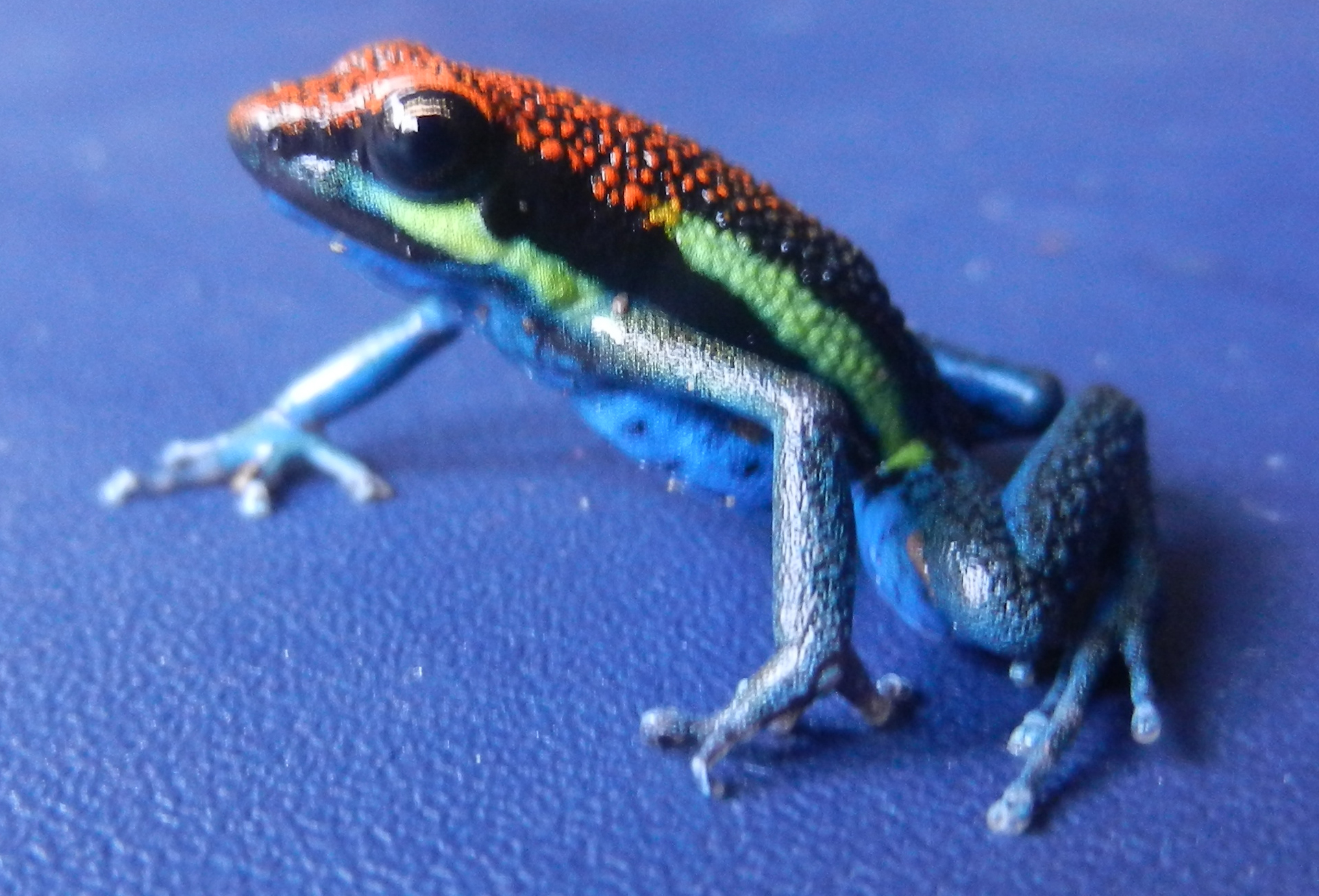
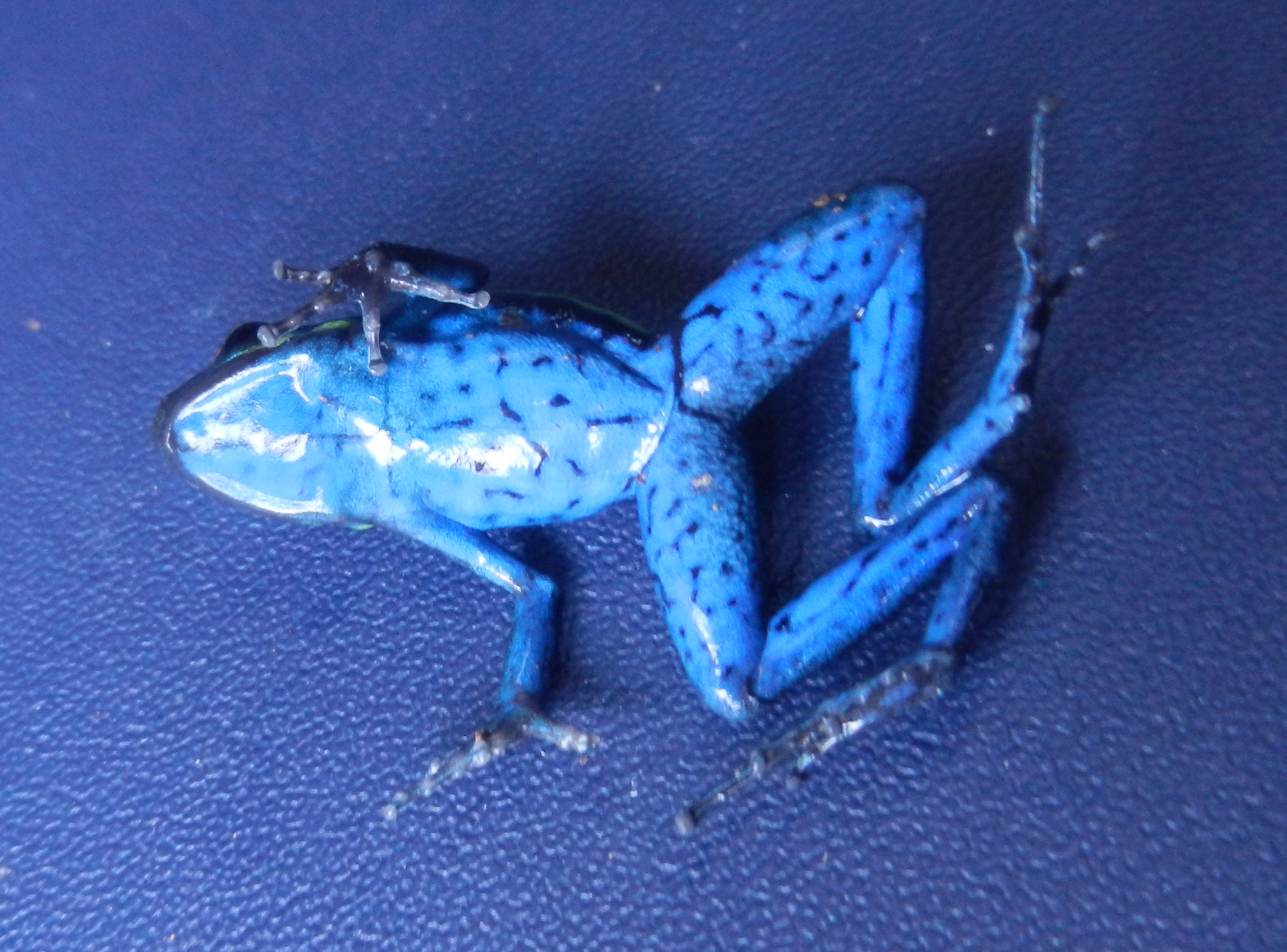